# دوري السنغال الممتاز 2016–17
دوري السنغال الممتاز 2016–17 هو موسم من دوري السنغال الممتاز. كان عدد الأندية المشاركة فيه 14، وفاز فيه جينيراسيون فوت.